# A Mansion of Tragedy
A Mansion of Tragedy è un cortometraggio muto del 1915 diretto da Joseph Byron Totten.

## Produzione
Il film fu prodotto dalla Essanay Film Manufacturing Company.

## Distribuzione
Distribuito dalla General Film Company, il film - un cortometraggio in tre bobine - uscì nelle sale cinematografiche USA il 13 settembre 1915.